# Asparuch
Khan Asparuch (bulgariska: Аспарух) död 701, var en bulgarisk khan och den förste härskaren över Bulgarien. Han var khan av Bulgarien mellan 681 och 701.

## Biografi
Asparuch var tredje son till Khan Kubrat. Han vann politisk erfarenhet i Onogurriket i östra Europa, och när detta rike splittrades på grund av trycket från khazarerna flyttade han och hans fyra bröder med ett stort antal protobulgarer. 
De korsade Donaudeltat och medan Bysantinska rikets huvudstad var belägrad av araber (674 - 678) bosatte han sig med sin hord i  Ongulområdet (södra Bessarabien). Han besegrade den bysantinske kejsaren Konstantin IV 680 och flyttade sedan snabbt från Donaudeltat söderut till Balkanbergen. 
Asparuch grundade Bulgarien 681 som ett förbund med de sju slaviska stammarna.
Han invaderade Thrakien 681 och erövrade städer och befästningar. Då kejsare Konstantin IV var oförmögen att hejda honom blev han tvungen att förhandla om fred och erkänna den nya staten, som han skulle betala en årlig tribut till. 
Khan Asparuch byggde befästningarna Pliska och Druster, och utsåg Pliska till huvudstad för det nya riket. 
Slaverna och bulgarerna behöll sina egna styren och stammarnas territoriella autonomi. Historiska källor från slutet av 600-talet till början av 900-talet beskriver Bulgarien som en slavisk-bulgarisk stat. 
Khan Asparukh dog 701 under en strid mot khazarerna nära Donau, och efterträddes av sin son Tervel.